# Елизабет фон Фюрстенберг
Елизабет фон Фюрстенберг (на немски: Elisabeth von Furstenberg; † сл. 1319) е графиня от Фюрстенберг и чрез женитби фрайхер на Фалкенщайн-Рамщайн и пфалцграфиня на Тюбинген и графиня на Бьоблинген.

## Произход
Тя е дъщеря на граф Хайнрих I фон Фрайбург-Фюрстенберг († 1283/1284) и съпругата му Агнес фон Труендинген († 1294), дъщеря на граф Фридрих IV фон Труендинген († 1253) и втората му съпруга Агнес фон Ортенбург († 1246/1256).

## Фамилия
Първи брак: пр. 1285 г. с фрайхер Бертхолд фон Фалкенщайн-Рамщайн († сл. 1286). Те имат една дъщеря:
- Анна фон Фалкенщайн, омъжена за граф Валтер IV фон Цимерн († сл. 30 август 1290), син на граф Албрехт IV фон Цимерн († 1288/1289) и фон Волфах

Втори брак: на 19 юли 1282 г. или пр. 25 юли 1285 г. или пр. 1286 г. с граф Готфрид I фон Тюбинген-Бьоблинген († 30 януари или 24 февруари 1316), големият син на граф Рудолф IV (I) фон Тюбинген-Бьоблинген († 1272/1277) и съпругата му графиня Луитгард фон Калв. На 28 май 1295 г. Готфрид I ѝ преписва в Бьоблинген селата Гехинген и Шьонайх. Те имат децата:
- Готфрид II фон Тюбинген († сл. 1329), граф на Тюбинген-Бьоблинген
- Вилхелм II фон Тюбинген († 1327), граф на Тюбинген-Бьоблинген, женен пр. 2 ноември 1318 г. за Хайлика фон Еберщайн († сл. 1318), дъщеря на граф Хайнрих I фон Еберщайн († 1322) и Клара фон Фрундсберг († 1327)
- Хайнрих II фон Тюбинген († декември 1336), граф на Тюбинген-Бьоблинген
- Агнес фон Тюбинген († 27 февруари 1344), омъжена пр. 1326 г. за Улрих фон Рехберг Стари († сл. 1362), син на Улрих II фон Рехберг († 1326) и София фон Грюндлах
- Хуго фон Тюбинген († сл. 1363), тевтонски рицар
- Егон фон Тюбинген († сл. 15 юни 1367), тевтонски рицар в Прусия, ландкомтур на Боцен на Тевтонския орден
- Вилибирг/Беатрикс фон Тюбинген († сл. 1320), омъжена 1313 г. за Херман II, херцог на Тек-Оберндорф († 1319), син на Херман I († 1313/1314) и Беатрикс фон Геролдсек († сл. 1302)